# Vilslev Sogn
Vilslev Sogn er et sogn i Ribe Domprovsti (Ribe Stift).
I 1800-tallet var Hunderup Sogn anneks til Vilslev Sogn. Begge sogne hørte til Gørding Herred i Ribe Amt. Vilslev-Hunderup sognekommune blev i 1925 delt så hvert sogn blev en selvstændig sognekommune. Ved kommunalreformen i 1970 blev Vilslev indlemmet i Ribe Kommune, og Hunderup blev indlemmet i Bramming Kommune. Ribe Kommune og Bramming Kommune indgik begge i Esbjerg Kommune ved strukturreformen i 2007.
I Vilslev Sogn ligger Vilslev Kirke.
I sognet findes følgende autoriserede stednavne:
- Adelsvejsvang (bebyggelse)
- Bjerget (areal)
- Bække (areal)
- Darum Bæk (vandareal)
- Jedsted (bebyggelse, ejerlav)
- Jedsted Bjerge (bebyggelse)
- Jedsted Mark (bebyggelse)
- Jedsted Mølle (bebyggelse)
- Kongeådal (bebyggelse)
- Rørkær (areal)
- Rørskift (areal)
- Store Fenner (areal)
- Sønderenge (areal)
- Trekroner (bebyggelse)
- Vilslev (bebyggelse, ejerlav)
- Vilslev Mose (areal)
- Vilslev Spang (bebyggelse)